# Isernia
Isernia est une commune italienne d'environ 21 590 habitants, située dans la province du même nom dans le Molise en Italie méridionale.

## Géographie
Isernia est située à 79 kilomètres au nord de Naples, dans la province d'Isernia, une des deux provinces de la région de Molise.
À proximité, un sommet des Apennins porte le nom de Mont d'Isernia. Il culmine à environ 1 000 m.

## Histoire
Aux alentours de Isernia se trouve l'une des plus grandes et anciennes zones préhistoriques d'Europe,La Pineta . On y a retrouvé un grand nombre de restes d'outils de pierre utilisés au paléolithique. Ils sont exposés au Musée National de Paléolithique d'Isernia.
Isernia était une colonie puis une ville antique romaine (264 av. J.-C.) avec un plan de ville typique Romain avec une large rue centrale et de nombreuses petites rues adjacentes de chaque côté, totalement perpendiculaires à cette rue principale. Un aqueduc romain est encore visible de nos jours à Isernia.

La ville fut pillée par les Sarrasins, dévastée par les tremblements de terre et pendant la Seconde Guerre Mondiale elle subit un bombardement (10 septembre 1943).

## Administration
| Période                                  | Période  | Identité         | Étiquette                    | Qualité |
| ---------------------------------------- | -------- | ---------------- | ---------------------------- | ------- |
| 2021                                     | En cours | Piero Castrataro | Indépendant de centre-gauche |         |
| Les données manquantes sont à compléter. |          |                  |                              |         |

### Hameaux
Acquazolfa, Bazzoffie, Breccelle, Capruccia, Castagna, Castelromano, Colle de' Cioffi, Colle Martino, Colle Pagano, Collecroci, Conocchia, Coppolicchio, Fragnete, Marini, Salietto, Valgianese

### Communes limitrophes
Carpinone, Forlì del Sannio, Fornelli, Longano, Macchia d'Isernia, Miranda, Pesche, Pettoranello del Molise, Roccasicura, Sant'Agapito

## Personnalités liées à la ville
- Roberto Farinacci (16 octobre 1892 – Vimercate, 28 avril 1945) est un homme politique et journaliste italien. Il a été secrétaire du Parti national fasciste.
- Pietro del Morrone (1209 - 1296), élu pape le 12 juillet 1294 sous le nom de Célestin V. Il fut canonisé en 1313.

## Culture
La cathédrale Saint Pierre, détruite plusieurs fois par des tremblements de terre, a été reconstruite au XIXe siècle et garde encore une belle icône de style byzantin, connue comme la Madonna della Luce (Vierge de la Lumière).

La Fontana Fraterna fut construite en utilisant les débris de munuments romains antiques qui se tenaient là autrefois, entre le XIIIe et le XIVe siècle en l'honneur du pape Célestin V : il s'agit d'un porche à six arcades, limité par six colonnes et un pilier en position centrale. 

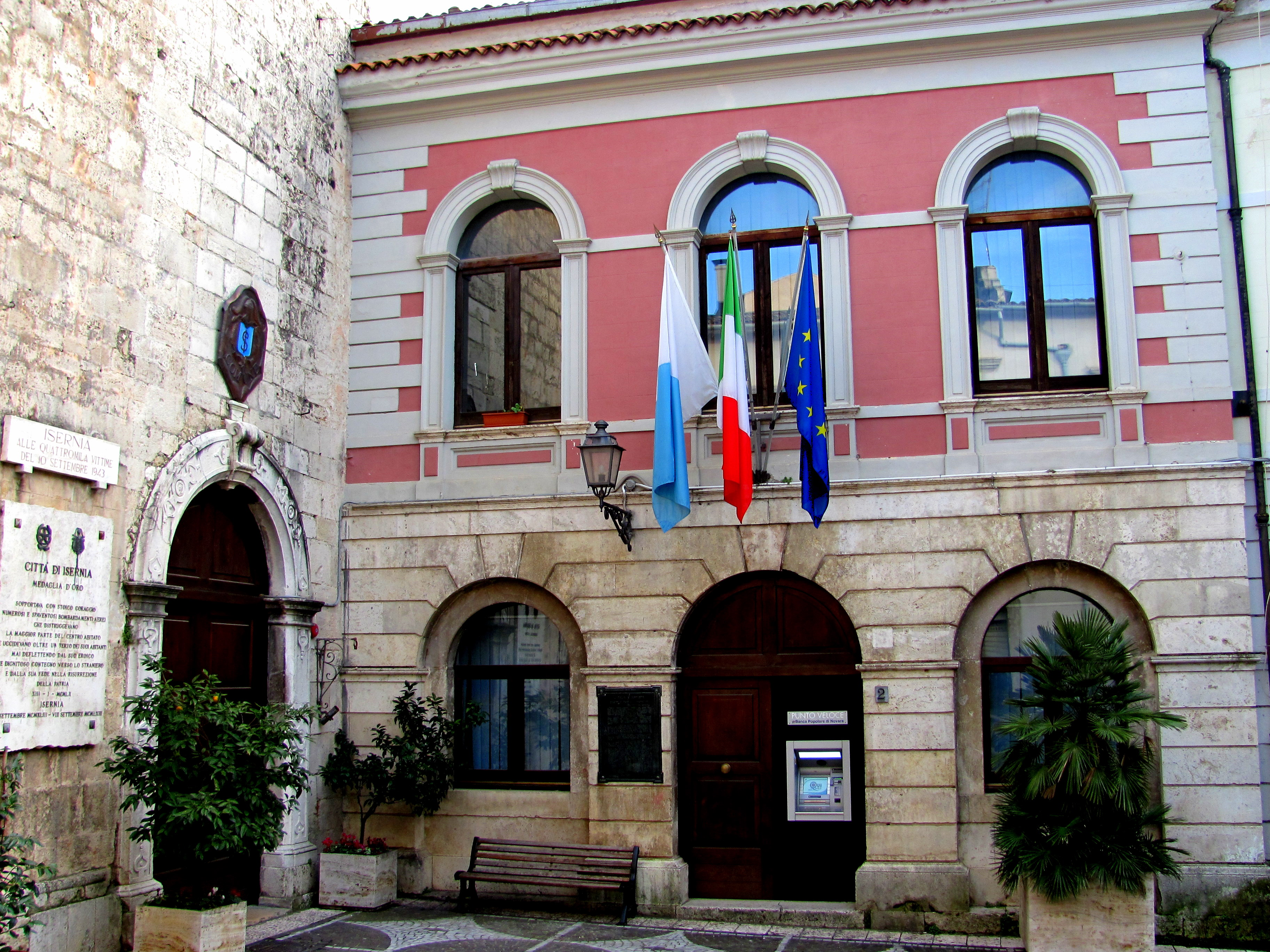
Palazzo San Francesco.
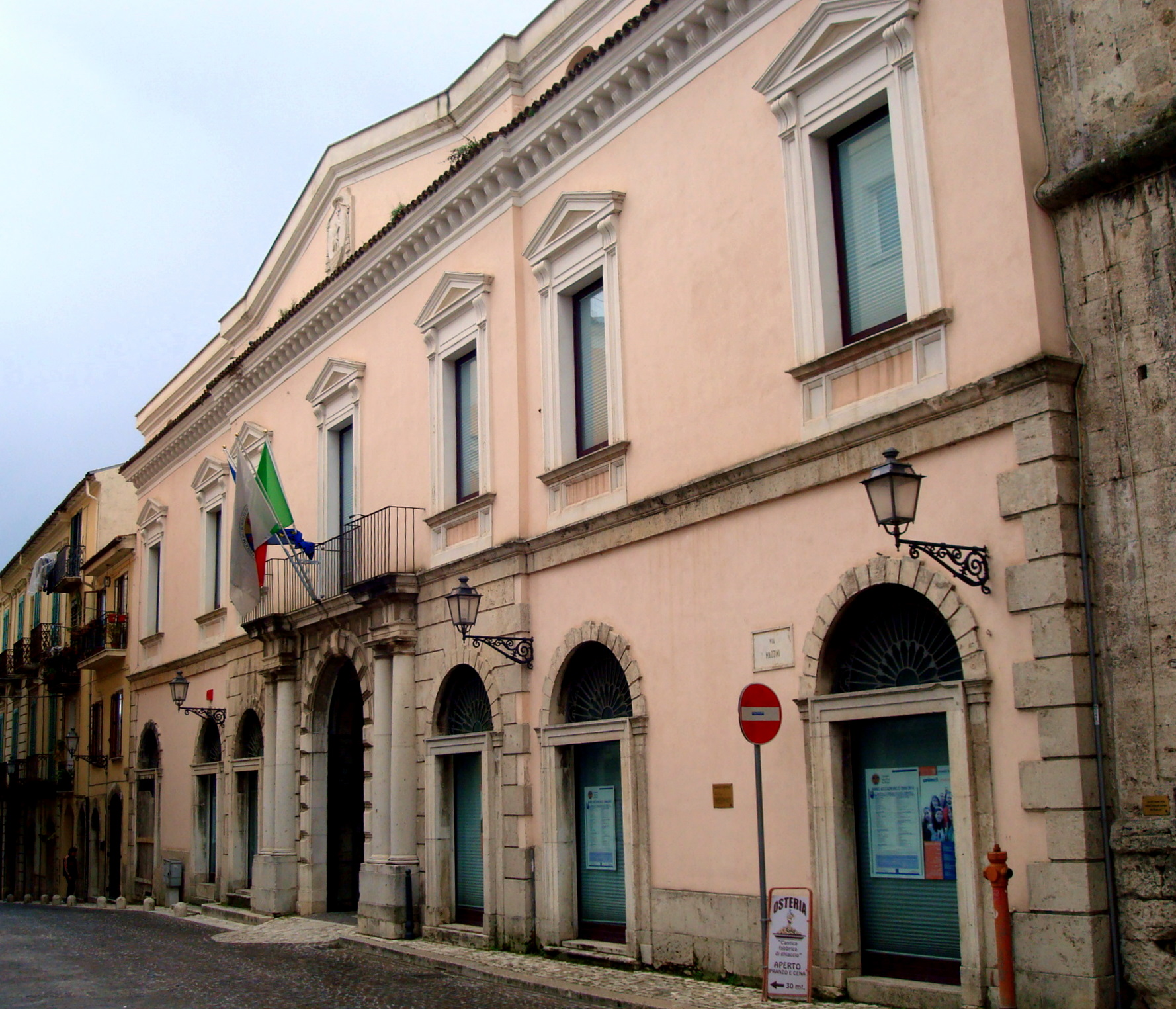
Palazzo Universita.
Piazza Trento e Trieste.
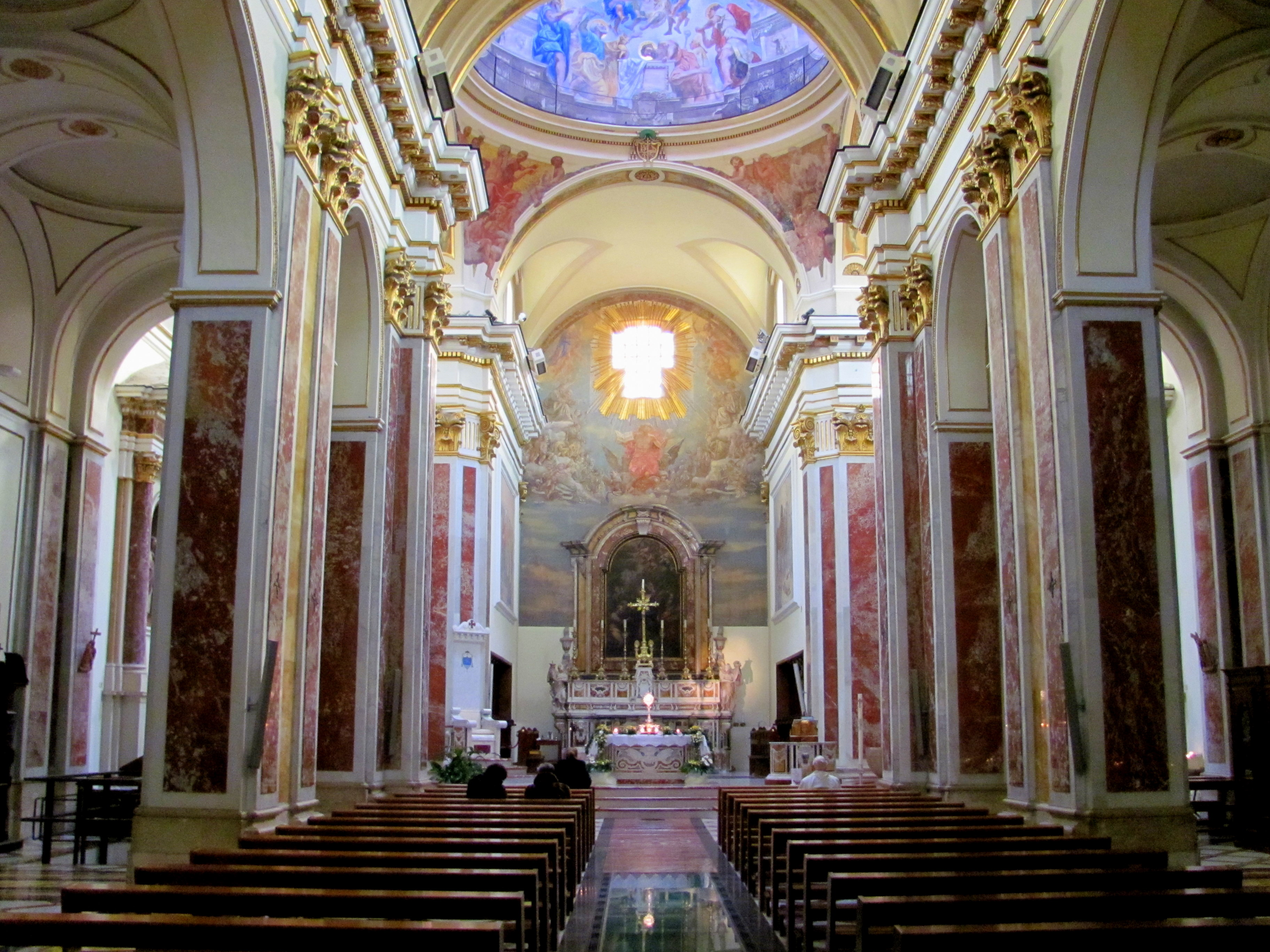
Intérieur de la cathédrale.
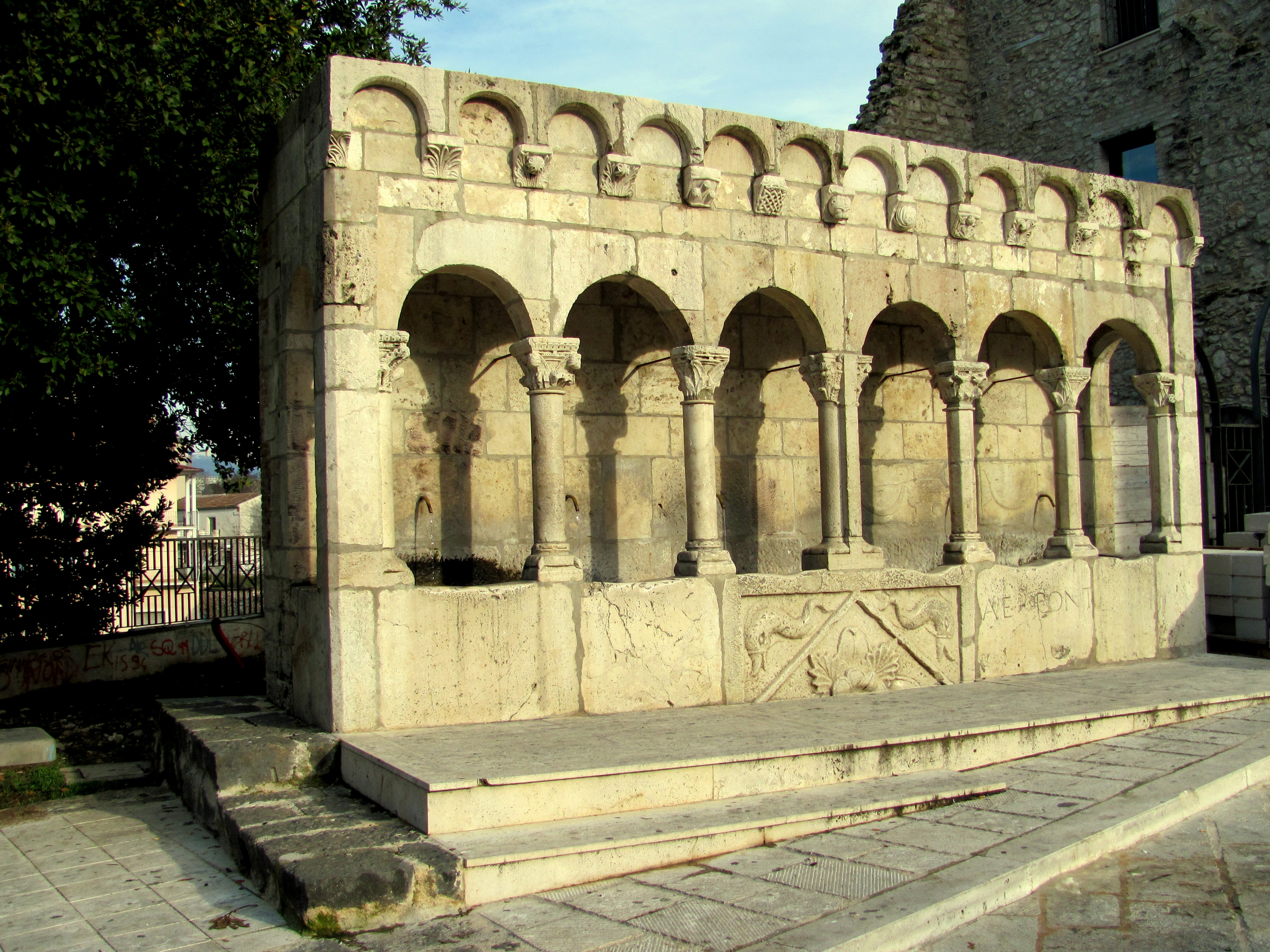
Fontaine Fraterna.
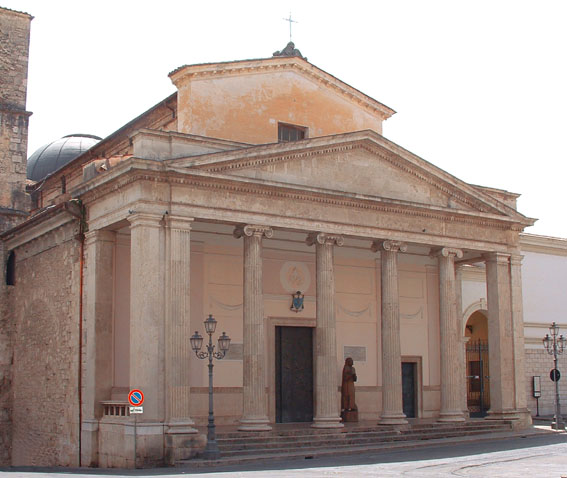
Façade de la cathédrale.